# Розтіцька
Розті́цька (Розтицька, Ростіцька, Ростицька) — гора в Українських Карпатах, в масиві Гриняви. Розташована в межах Верховинського району Івано-Франківської області, на північний схід від с. Зелене.
Висота 1514,3 м (за іншими даними — 1513,7 м). Підніжжя і схили гори вкриті лісами, вище — полонини. Схили стрімкі, особливо південний та північний.
На південний схід розташована гора Скупова (1579,3 м), до якої можна пройти пологим хребтом, на півночі — сусідня вершина Зміїнська (1356 м), на заході за долиною річки Чорний Черемош видніється південно-східна частина Чорногори з вершинами Смотрич (1898 м) і Піп Іван Чорногірський (2028 м).
Найближчий населений пункт: Зелене.